# Palacio arzobispal de Santiago
El Palacio arzobispal de Santiago es la sede administrativa de la Arquidiócesis de Santiago de Chile. Se sitúa en el lado poniente de la Plaza de Armas, al costado sur de la Parroquia El Sagrario y la Catedral Metropolitana, en el centro histórico de la ciudad.

## Historia
Su construcción comenzó en el año 1852, cuando el gobierno del presidente Manuel Montt le encargó el proyecto al arquitecto francés Claudio Brunet de Baines. En 1855, producto de su fallecimiento  la construcción fue paralizada hasta 1869, cuando se reanudaron las obras con el también arquitecto francés Lucien Hénault. En 1870 se terminó la obra y en la década de 1930 se instaló un ascensor.
El 17 de enero de 1975, durante la dictadura militar del general Augusto Pinochet, mediante el decreto supremo n.º 75, fue declarado Monumento Histórico por el Ministerio de Educación Pública.